# Лазар Максимов
Лазар Максимов е български хоров диригент и музикален педагог.

## Биография
Роден е на 12 февруари 1897 г. в Ихтиман. След завършването на гимназия започва работа в Министерство на земеделието. През 1920 г. започва да учи право в Юридическия факултет на Софийския университет, като същевременно продължава да се занимава и с музика. Учи теория на музиката, солфеж и дирижиране при диригента на църковни хорове А. Николов. В края на 1920 г. се записва за редовен студент в Консерваторията в Лайпциг, Германия. Там изучава солово пеене и певческа методика и педагогия. След завръщането си през 1925 г. работи като учител по музика в София и дава уроци по солово пеене. От 1929 до 1940 г. е лектор по солово пеене в Частната музикална консерватория, а от 1938 г. е хоноруван преподавател по постановка на гласа в Държавната музикална академия в София. Диригент е на хор „Кавал“, хор „Родна песен“, еврейския хор „Ашомер Ацаир“, хора на Българска народна банка и др. Подготвя и изпълнява за първи път в България оратории на известни композитори. Развива и музикално-обществена дейност. Умира на 27 август 1969 г. в София.
Личният му архив се съхранява във фонд 1406К в Държавен архив – София. Той се състои от 17 архивни единици от периода 1926 – 1942 г.